# Salacia dimidia
Salacia dimidia är en benvedsväxtart som beskrevs av N. Hallé. Salacia dimidia ingår i släktet Salacia och familjen Celastraceae. Inga underarter finns listade.